# Belrad
Le Belrad - ou Institut Belrad - (Institut indépendant biélorusse de protection radiologique) a été fondé en 1989 par Vassili Nesterenko pour mobiliser la communauté internationale sur le sort des soviétiques obligés de vivre dans les retombées radioactives de la catastrophe de Tchernobyl.
Disposant de peu de moyens, les équipes médicales de Belrad assurent un suivi médical auprès des populations du sud-est de la Biélorussie, les plus contaminées par l'explosion de la centrale voisine, aujourd'hui ukrainienne. Les populations sont «mesurées», c'est-à-dire que les équipes de Belrad constituent des bases de données de mesures anthropogammamétriques afin de déterminer les niveaux de contamination de ces personnes qui se nourrissent de champignons, de baies, de petit gibier ou de poisson pêchés et prélevés dans la nature alentour. Avec l'aide d'ONG occidentales et en 14 années d'existence, Belrad parvint à mesurer près de 300 000 enfants. Plus de 85 % d'entre eux présentent des taux anormaux de césium 137 dans le corps. 
Belrad a aussi aidé à l'établissement de cartes de contamination qui mettent en relief les fameuses taches de léopard des retombées de l'explosion de 1986. L'Institut a également réalisé un suivi médical et lancé la distribution de pectine aux enfants des régions contaminées. La pectine de pomme est réputée pour piéger les métaux lourds dans l'organisme, dont le césium (et son avatar radioactif le 137) fait partie.
Selon l'Institut Belrad, les recherches médicales menées au cours de ces dernières années montrent que la catastrophe de Tchernobyl a eu et a toujours un effet fortement nocif sur la santé des populations de la Biélorussie : deux millions de personnes souffrent des suites de la catastrophe de Tchernobyl, dont 500 000 enfants.

## Sources
- Après l'accident atomique - guide pratique d'une radioprotection efficace, par Vladimir Babenko, Éditions Tatamis 2012,  (ISBN 2917617640)
- Tchernobyl : les populations orphelines de Laure Noualhat, journaliste à Libération